# Japurá
Japurá là một đô thị thuộc bang Amazonas, Brasil. Đô thị này có diện tích 55791,48 km², dân số năm 2007 là 5311 người, mật độ 0,1 người/km².